# Kulhaje (przystanek kolejowy)
Kulhaje (biał. Кульгаі, ros. Кульгаи) – mijanka i przystanek kolejowy w miejscowości Kulhaje, w rejonie głębockim, w obwodzie witebskim, na Białorusi. Położony jest na linii Połock - Mołodeczno.